# Campeonato Europeu de Atletismo Sub-23 de 1999
O Campeonato Europeu de Atletismo Sub-23 de 1999 foi a 2ª edição do campeonato, organizado pela Associação Europeia de Atletismo (AEA) em Gotemburgo, na Suécia, entre 29 de julho e 1 de agosto de 1999. Foram disputadas 43 provas no campeonato, no qual participaram 726 atletas de 42 nacionalidades. 

## Resultados
Esses foram os resultados do campeonato. 
Masculino
| Evento                       | Ouro                                                                              | Ouro     | Prata                                                                          | Prata    | Bronze                                                                        | Bronze   |
| ---------------------------- | --------------------------------------------------------------------------------- | -------- | ------------------------------------------------------------------------------ | -------- | ----------------------------------------------------------------------------- | -------- |
| 100 m                        | Hristoforos Hoidis · Grécia                                                       | 10.19    | Marcin Nowak · Polónia                                                         | 10.28    | Christian Malcolm · Reino Unido                                               | 10.28    |
| 200 m                        | John Ertzgaard · Noruega                                                          | 20.47    | Christian Malcolm · Reino Unido                                                | 20.47    | Stefan Holz · Alemanha                                                        | 20.69    |
| 400 m                        | Piotr Haczek · Polónia                                                            | 45.78    | Zsolt Szeglet · Hungria                                                        | 46.09    | Marc Raquil França                                                            | 46.18    |
| 800 m                        | Nils Schumann · Alemanha                                                          | 1:45.21  | James Nolan · Irlanda                                                          | 1:46.94  | Paweł Czapiewski · Polónia                                                    | 1:46.98  |
| 1.500 m                      | Rui Silva · Portugal                                                              | 3:44.29  | Gert-Jan Liefers · Países Baixos                                               | 3:44.60  | Mehdi Baala França                                                            | 3:45.41  |
| 5.000 m                      | Yousef El Nasri · Espanha                                                         | 13:30.48 | Marius Bakken · Noruega                                                        | 13:31.53 | Marco Mazza · Itália                                                          | 13:47.17 |
| 10.000 m                     | Marco Mazza · Itália                                                              | 28:39.29 | Janne Holmén · Finlândia                                                       | 28:40.87 | Ovidiu Tat · Roménia                                                          | 29:26.31 |
| 110 m com barreiras          | Tomasz Ścigaczewski · Polónia                                                     | 13.36    | Staņislavs Olijars · Letónia                                                   | 13.55    | Jan Schindzielorz · Alemanha                                                  | 13.71    |
| 400 m com barreiras          | Thomas Goller · Alemanha                                                          | 49.67    | Boris Gorban · Rússia                                                          | 49.94    | Periklis Iakovakis · Grécia                                                   | 49.97    |
| 3.000 m com obstáculo        | Günther Weidlinger · Áustria                                                      | 8:30.34  | Gael Pencreach França                                                          | 8:35.60  | Antonio David Jiménez · Espanha                                               | 8:37.29  |
| 20 km marcha atlética        | David Márquez · Espanha                                                           | 1:23:42  | Semyon Lovkin · Rússia                                                         | 1:24:04  | Alfio Corsaro · Itália                                                        | 1:24:25  |
| Revezamento 4 x 100 metros   | Reino Unido · Christian Malcolm · Jamie Henthorn · John Stewart · Mark Findlay    | 38.96    | França Jérôme Éyana Frédéric Krantz Cédric Gold Dalg David Patros              | 39.14    | Alemanha · Alexander Kosenkow · Stefan Holz · Michael Schäfer · Falk Schrader | 39.69    |
| Revezamento 4 x 400 metros   | Alemanha · Sebastian Debnar-Daumler · Thomas Goller · Nils Schumann · Stefan Holz | 3:02.96  | Polónia · Michał Węglarski · Piotr Długosielski · Mariusz Bizoń · Piotr Haczek | 3:03.22  | Reino Unido · Geoff Dearman · Matthew Elias · Peter Brend · David Naismith    | 3:03.58  |
| Salto em altura              | Ben Challenger · Reino Unido                                                      | 2.30     | Andriy Sokolovskyy · Ucrânia                                                   | 2.28     | Javier Bermejo · Espanha                                                      | 2.22     |
| Salto com vara               | Romain Mesnil França                                                              | 5.93     | Lars Börgeling · Alemanha                                                      | 5.80     | Vasiliy Gorshkov · Rússia                                                     | 5.60     |
| Salto em distância           | Yago Lamela · Espanha                                                             | 8.36     | Vitaliy Shkurlatov · Rússia                                                    | 8.02     | Nathan Morgan · Reino Unido                                                   | 7.99     |
| Salto triplo                 | Ionut Punga · Roménia                                                             | 16.73    | Colomba Fofana França                                                          | 16.57    | Vasil Gergov · Bulgária                                                       | 16.53    |
| Arremesso de peso (6 kg)     | Mikuláš Konopka · Eslováquia                                                      | 19.60    | Joachim Olsen · Dinamarca                                                      | 19.50    | Jarkko Haukijärvi · Finlândia                                                 | 19.15    |
| Arremesso de disco (1,75 kg) | Aliaksandr Malashevich · Bielorrússia                                             | 63.78    | Roland Varga · Hungria                                                         | 61.99    | Mario Pestano · Espanha                                                       | 61.73    |
| Arremesso de martelo (6 kg)  | Vladyslav Piskunov · Ucrânia                                                      | 76.26    | András Haklits {{CRO}                                                          | 73.73    | Maciej Pałyszko · Polónia                                                     | 73.50    |
| Lançamento de dardo          | Harri Haatainen · Finlândia                                                       | 83.02    | Ville Räsänen · Finlândia                                                      | 78.36    | Mark Frank · Alemanha                                                         | 77.62    |
| Decatlo                      | Attila Zsivoczky · Hungria                                                        | 8379     | Boris Kawohl · Alemanha                                                        | 7815     | Dmitri Ivanov · Rússia                                                        | 7787     |

Feminino
| Evento                       | Ouro                                                                                 | Ouro     | Prata                                                                       | Prata    | Bronze                                                                                | Bronze   |
| ---------------------------- | ------------------------------------------------------------------------------------ | -------- | --------------------------------------------------------------------------- | -------- | ------------------------------------------------------------------------------------- | -------- |
| 100 m                        | Manuela Levorato · Itália                                                            | 11.26    | Olena Pastushenko · Ucrânia                                                 | 11.33    | Kim Gevaert · Bélgica                                                                 | 11.39    |
| 200 m                        | Manuela Levorato · Itália                                                            | 22.68    | Muriel Hurtis · França                                                      | 22.85    | Sabrina Mulrain · Alemanha                                                            | 22.85    |
| 400 m                        | Otilia Ruicu · Roménia                                                               | 51.93    | Jitka Burianová · Chéquia                                                   | 52.01    | Grażyna Prokopek · Polónia                                                            | 52.28    |
| 800 m                        | Claudia Gesell · Alemanha                                                            | 2:03.05  | Irina Krakoviak · Lituânia                                                  | 2:04.08  | Laetitia Valdonado · França                                                           | 2:04.20  |
| 1.500 m                      | Lidia Chojecka · Polónia                                                             | 4:07.86  | Yelena Zadorozhnaya · Rússia                                                | 4:09.03  | Anca Safta · Roménia                                                                  | 4:09.78  |
| 5.000 m                      | Katalin Szentgyörgy · Hungria                                                        | 15:18.80 | Cristina Iloc · Roménia                                                     | 15:22.64 | Olivera Jevtić · Iugoslávia                                                           | 15:24.83 |
| 10.000 m                     | Olivera Jevtić · Iugoslávia                                                          | 32:37.59 | Rosaria Console · Itália                                                    | 33:05.77 | Patricia Arribas · Espanha                                                            | 33:23.01 |
| 100 m com barreiras          | Agnieszka Karaczun · Polónia                                                         | 13.32    | Julie Pratt · Grã-Bretanha                                                  | 13.40    | Éva Miklós · Hungria                                                                  | 13.40    |
| 400 m com barreiras          | Tasha Danvers · Grã-Bretanha                                                         | 56.00    | Ulrike Urbansky · Alemanha                                                  | 56.08    | Anika Ahrens · Alemanha                                                               | 57.34    |
| 20 km marcha atlética        | Claudia Iovan · Roménia                                                              | 1:33:17  | Lyudmila Dedekina · Rússia                                                  | 1:34:02  | Melanie Seeger · Alemanha                                                             | 1:34:17  |
| Revezamento 4 x 100 metros   | França Nadine Mahobah Muriel Hurtis Fabe Dia Doris Deruel                            | 43.39    | Alemanha · Alice Reuss · Marion Wagner · Esther Möller · Sabrina Mulrain    | 43.53    | Polónia · Monika Długa · Irena Sznajder · Agnieszka Rysiukiewicz · Magdalena Haszczyc | 44.47    |
| Revezamento 4 x 400 metros   | Rússia · Tatyana Levina · Irina Yemelyanova · Marina Grishakova · Svetlana Pospelova | 3:29.04  | Alemanha · Nicole Marahrens · Anika Ahrens · Ulrike Urbansky · Claudia Marx | 3:29.37  | Roménia · Ramona Popovici · Anca Safta · Andrea Burlacu · Otilia Ruicu                | 3:31.71  |
| Salto em altura              | Svetlana Lapina · Rússia                                                             | 1.98     | Amewu Mensah · Alemanha                                                     | 1.93     | Linda Horvath · Áustria                                                               | 1.93     |
| Salto com vara               | Vala Flosadóttir · Islândia                                                          | 4.30     | Nastja Ryjikh · Alemanha                                                    | 4.35     | Dana Cervantes · Espanha                                                              | 4.15     |
| Salto em distância           | Aurélie Félix · França                                                               | 6.85     | Inga Leiwesmeier · Alemanha                                                 | 6.64     | Éva Miklós · Hungria                                                                  | 6.51     |
| Salto triplo                 | Cristina Nicolau · Roménia                                                           | 14.70    | Oksana Rogova · Rússia                                                      | 14.65    | Adelina Gavrilă · Roménia                                                             | 14.37    |
| Arremesso de peso (6 kg)     | Yelena Ivanenko · Bielorrússia                                                       | 17.27    | Nadine Beckel · Alemanha                                                    | 17.15    | Assunta Legnante · Itália                                                             | 16.53    |
| Arremesso de disco (1,75 kg) | Lacramioara Ionescu · Roménia                                                        | 58.24    | Nadine Beckel · Alemanha                                                    | 57.75    | Věra Pospíšilová · Chéquia                                                            | 56.65    |
| Arremesso de martelo (6 kg)  | Florence Ezeh · França                                                               | 64.56    | Kirsten Münchow · Alemanha                                                  | 63.68    | Manuela Priemer · Alemanha                                                            | 62.36    |
| Lançamento de dardo          | Susan Mathies · Alemanha                                                             | 57.64    | Tetyana Lyakhovych · Ucrânia                                                | M57.35   | Veera Oksanen · Finlândia                                                             | 55.90    |
| Heptatlo                     | Natalya Roshchupkina · Rússia                                                        | 6125     | Yelena Prokhorova · Rússia                                                  | 6011     | Sonja Kesselschläger · Alemanha                                                       | 5832     |

## Quadro de medalhas
| Ordem | País          | Medalha de ouro | Medalha de prata | Medalha de bronze | Total |
| ----- | ------------- | --------------- | ---------------- | ----------------- | ----- |
| 1     | Alemanha      | 5               | 11               | 9                 | 25    |
| 2     | Roménia       | 5               | 1                | 4                 | 10    |
| 3     | França        | 4               | 4                | 3                 | 11    |
| 4     | Polónia       | 4               | 2                | 4                 | 10    |
| 5     | Rússia        | 3               | 7                | 2                 | 12    |
| 6     | Reino Unido   | 3               | 2                | 3                 | 8     |
| 7     | Itália        | 3               | 1                | 3                 | 7     |
| 8     | Espanha       | 3               | 0                | 5                 | 8     |
| 9     | Hungria       | 2               | 2                | 2                 | 6     |
| 10    | Bielorrússia  | 2               | 0                | 0                 | 2     |
| 11    | Ucrânia       | 1               | 3                | 0                 | 4     |
| 12    | Finlândia     | 1               | 2                | 2                 | 5     |
| 13    | Noruega       | 1               | 1                | 0                 | 2     |
| 14    | Áustria       | 1               | 0                | 1                 | 2     |
| 14    | Grécia        | 1               | 0                | 1                 | 2     |
| 14    | Iugoslávia    | 1               | 0                | 1                 | 2     |
| 17    | Islândia      | 1               | 0                | 0                 | 1     |
| 17    | Portugal      | 1               | 0                | 0                 | 1     |
| 17    | Eslováquia    | 1               | 0                | 0                 | 1     |
| 20    | Chéquia       | 0               | 1                | 1                 | 2     |
| 21    | Croácia       | 0               | 1                | 0                 | 1     |
| 21    | Dinamarca     | 0               | 1                | 0                 | 1     |
| 21    | Irlanda       | 0               | 1                | 0                 | 1     |
| 21    | Letónia       | 0               | 1                | 0                 | 1     |
| 21    | Lituânia      | 0               | 1                | 0                 | 1     |
| 21    | Países Baixos | 0               | 1                | 0                 | 1     |
| 27    | Bélgica       | 0               | 0                | 1                 | 1     |
| 27    | Bulgária      | 0               | 0                | 1                 | 1     |
| 28    | Total         | 43              | 43               | 43                | 129   |

## Participantes por nacionalidade
Um total de 726 atletas de 42 países participaram do campeonato.
- Albânia (2)
- Andorra (2)
- Áustria (4)
- Bielorrússia (18)
- Bélgica (10)
- Bulgária (7)
- Croácia (4)
- Chipre (8)
- Chéquia (28)
- Dinamarca (4)
- Estónia (3)
- Finlândia (32)
- França (67)
- Geórgia (1)
- Alemanha (73)
- Gibraltar (1)
- Grã-Bretanha (64)
- Grécia (20)
- Hungria (27)
- Islândia (3)
- Irlanda (11)
- Israel (2)
- Itália (31)
- Letónia (7)
- Lituânia (9)
- Luxemburgo (1)
- Macedónia do Norte (1)
- Moldávia (2)
- Países Baixos (13)
- Noruega (9)
- Polónia (41)
- Portugal (15)
- Roménia (23)
- Rússia (32)
- Eslováquia (10)
- Eslovénia (11)
- Espanha (61)
- Suécia (28)
- Suíça (7)
- Turquia (5)
- Ucrânia (17)
- Iugoslávia (12)